# Concepción (Nicaragua)
Pour les articles homonymes, voir Concepción.
Le Concepción est un volcan du Nicaragua, le plus haut des deux stratovolcans qui constituent l'île d'Ometepe avec 1 700 mètres d'altitude, située dans le lac Nicaragua. Le Concepción est actif et dangereux pour les populations de l'île (éboulements fréquents, notamment sur son flanc sud, partiellement effondré).
Le volcan Concepción est en effet l'un des édifices les plus actifs du pays et aussi l'un des plus hauts. Il forme la partie nord-ouest de l'île. Comme d'importantes failles traversent l'édifice actif et régulent partiellement ses éruptions, le magma sort ainsi parfois assez bas sur ses pentes. Les flancs nord et sud sont pour cette raison parsemés de cônes de scories, de dômes et de maars. Au XXe siècle, le volcan a été le siège de fréquentes éruptions explosives modérées qui se produisaient surtout dans le cratère sommital.